# Дюфур-Лапуант, Хлоэ
Хлоэ Дюфур-Лапуант (фр. Chloe Dufour-Lapointe; род. 2 декабря 1991 года, Монреаль, Квебек, Канада) — канадская фристайлистка (могул). Серебряный призёр зимних Олимпийских игр 2014 в могуле. Победительница (2013) и серебряный призёр (2011) чемпионатов мира по фристайлу в параллельном могуле. Более 25 раз была призёром этапов Кубка мира, в том числе выиграла два этапа.

## Биография
Средняя из трёх сестёр-фристайлисток, Максим — старшая, а Жюстин — младшая. Начала заниматься этим видом спорта с 10 лет, после того как два года наблюдала за старшей сестрой Максим. На одном из этапов в Мон-Тремблане увидела выступление двукратной олимпийской чемпионки Дженнифер Хейл и решила что когда-нибудь она повторит достижения спортсменки.

## Спортивная карьера
В 15-летнем возрасте принимала участие в чемпионате мира по фристайлу среди юниоров в 2007 году. Она стала первой в параллельном могуле и третьей в могуле. В следующем сезоне (2007/2008) впервые выступила на этапе Кубка мира, став лучшим новичком сезоне. В марте 2009 года спортсменке покорился первый подиум.
Принимала участие в семи подряд чемпионатах мира (2009—2021). В 2009 году стал 28-й на дистанции могула и 15-й — параллельного могула. В 2011 году стала второй в параллельном могуле, проиграв в финале своему кумиру Дженнифер Хейл, и 22-й в могуле. В 2013 году победила на дистанции параллельного могула и стала 8-й в могуле. В 2015 году на чемпионате мира заняла 4-е место в параллельном могуле. На чемпионатах 2017, 2019 и 2021 годов не поднималась выше седьмого места.
На Олимпийских играх Хлоэ Дюфур-Лапуант дебютировала в 2010 году, где стала 5-й в могуле. На Олимпийских играх в 2014 году стала серебряным призёром, проиграв своей младшей сестре Жюстин. На Олимпийских играх 2018 года выступила неудачно, заняв только 17-е место в могуле.
Завершила карьеру после сезона 2021/22.

## Результаты на крупнейших соревнованиях

### Зимние Олимпийские игры
| Олимпийские игры | Могул |
| ---------------- | ----- |
| 2010 Ванкувер    | 5     |
| 2014 Coчи        | 2     |
| 2018 Пхёнчхан    | 17    |
| 2022 Пекин       | 9     |

### Выигранные этапы Кубка мира (2)
| Дата           | Место проведения | Дисциплина |
| -------------- | ---------------- | ---------- |
| 19 января 2014 | Валь Сен-Ком     | Могул      |
| 30 января 2016 | Калгари          | Могул      |